# Golden League 2003
La Golden League 2003 s'est déroulée sur six meetings. 

## Déroulement
Pour remporter le million de dollars en lingots qui constitue la prime, les athlètes doivent remporter l'ensemble des six épreuves. Les vainqueurs doivent également participer à la finale IAAF se déroulant à Monaco.
Dix épreuves figurent au programme de cette Golden League : quatre chez les hommes et six chez les femmes.

## Résultats
Seule la Mozambicaine Maria Mutola remporte les six épreuves et donc le million de dollar de prix.
|                 | Bislett Games 27 juin            | Meeting Gaz de France 4 juillet | Golden Gala 11 juillet           | ISTAF 10 août                  | Weltklasse Zürich 15 août        | Mémorial Van Damme 5 septembre |
| --------------- | -------------------------------- | ------------------------------- | -------------------------------- | ------------------------------ | -------------------------------- | ------------------------------ |
| Hommes          |                                  |                                 |                                  |                                |                                  |                                |
| 100 m           | Mark Lewis-Francis Royaume-Uni   | Bernard Williams États-Unis     | John Capel États-Unis            | John Capel États-Unis          | John Capel États-Unis            | Bernard Williams États-Unis    |
| 800 m           | Mbulaeni Mulaudzi Afrique du Sud | Yuriy Borzakovskiy Russie       | Mbulaeni Mulaudzi Afrique du Sud | Hezekiél Sepeng Afrique du Sud | Mbulaeni Mulaudzi Afrique du Sud | Wilfred Bungei Kenya           |
| 110 m haies     | Stanislavs Olijars Lettonie      | Allen Johnson États-Unis        | Allen Johnson États-Unis         | Stanislavs Olijars Lettonie    | Duane Ross États-Unis            | Allen Johnson États-Unis       |
| Javelot         | Sergueï Makarov Russie           | Jan Železný République tchèque  | Sergueï Makarov Russie           | Raymond Hecht Allemagne        | Jan Železný République tchèque   | Boris Henry Allemagne          |
| Femmes          |                                  |                                 |                                  |                                |                                  |                                |
| 100 m           | Chandra Sturrup Bahamas          | Chandra Sturrup Bahamas         | Chandra Sturrup Bahamas          | Kelli White États-Unis         | Chryste Gaines États-Unis        | Kelli White États-Unis         |
| 800 m           | Maria Mutola Mozambique          | Maria Mutola Mozambique         | Maria Mutola Mozambique          | Maria Mutola Mozambique        | Maria Mutola Mozambique          | Maria Mutola Mozambique        |
| 1 500 m         | Iryna Lishchynska Ukraine        | Natalia Rodríguez Espagne       | Olga Yegorova Russie             | Süreyya Ayhan Turquie          | Süreyya Ayhan Turquie            | Süreyya Ayhan Turquie          |
| 400 m haies     | Jana Pittman Australie           | Sandra Glover États-Unis        | Jana Pittman Australie           | Jana Pittman Australie         | Sandra Glover États-Unis         | Yuliya Pechonkina Russie       |
| saut en hauteur | Inga Babakova Ukraine            | Blanka Vlašić Croatie           | Hestrie Cloete Afrique du Sud    | Hestrie Cloete Afrique du Sud  | Hestrie Cloete Afrique du Sud    | Hestrie Cloete Afrique du Sud  |
| triple saut     | Yamilé Aldama Cuba               | Tatyana Lebedeva Russie         | Yamilé Aldama Cuba               | Tatyana Lebedeva Russie        | Françoise Mbango Etone Cameroun  | Tatyana Lebedeva Russie        |